# Companhia Brasileira de Metalurgia e Mineração
Companhia Brasileira de Metalurgia e Mineração (португальська — Бразильська металургійна та гірничодобувна компанія), або скорочено CBMM, — це бразильська компанія, яка спеціалізується на переробці та технології ніобію, видобутого з пірохлорної шахти поблизу міста Аракса, штат Бразилія. Мінас-Жерайс.
CBMM є найбільшим у світі виробником металевого ніобію та його сплавів, забезпечуючи понад 80% світових поставок. Як і інші виробники цього металу, компанія не продає необроблену ніобієву руду, лише фероніобій, інші сплави й оксиди ніобію та чистий метал, усе вироблене на її потужностях поруч із кар’єром. Станом на 2016 рік CBMM виробляє 90 000 тонн еквівалента фероніобію на рік, який планується збільшити до 150 000 тонн на рік. Рудне родовище Araxá достатньо велике, щоб задовольнити ринковий попит щонайменше на 200 років за поточних темпів споживання. CBMM була першою в світі гірничо-металургійною компанією, яка отримала сертифікат ISO 14001.
Ніобієва продукція CBMM продається більш ніж у 50 країнах. Штаб-квартира компанії, виробничі потужності та технологічний центр розташовані поруч із шахтою в Араксі, офіс із продажу та прикладних технологій у Сан-Паулу, а також торгові філії в районі Піттсбурга, Амстердама, Пекіна, Шанхаю та Сінгапуру. склади в Росії, Індії, Швеції, Південній Кореї, Іспанії, Італії, Канаді та Японії. CBMM також має технологічну дочірню компанію в Женеві, CBMM Technology Suisse.
Компанію було засновано в 1955 році, а з 1965 року контролює родина Морейра Саллес, одна з найбагатших Бразилії, колишні власники банківського конгломерату Unibanco. У 2011 році китайська група придбала 15% акцій CBMM, а японсько-південнокорейський консорціум ще 15%.